# Као вода за чоколаду (филм)
Као вода за чоколаду (шп. Como agua para chocolate) филм је мексичког редитеља Алфонса Арауа (шп. Alfonso Arau Incháustegui; Мексико Сити, 11. јануар 1932) из 1992. године настао према истоименом роману мексичке списатељице Лауре Ескивел (шп. Laura Alicia Palomares Esquivel; Мексико Сити, 30. септембар 1950). Филм припада жанру магичног реализма. Освојио је 11 награда Мексичке академије за филм 1992. године и номинован је за Златни глобус за најбољи страни филм 1993. године у САД. Финансијски је најуспешнији филм на шпанском језику који се појавио на америчком тржишту.

## Радња
Тити, најмлађој ћерки мексичке породице Де ла Гарса, није дозвољено да се уда. Њена дужност је да се стара о мајци докле год је мајка жива. Из тог разлога, мама Елена одбија просидбу Педра, момка у ког се Тита заљубила. Мама Елена предлаже Педру да ожени њену другу ћерку, Росауру. Педро прихвата понуду само да би био што ближе девојци у коју је заиста заљубљен, Тити.
Титина осећања су имала јак утицај на јела која је она спремала. Када је спремала торту за сестрино и Педрово венчање, толико је плакала да су касније сви они који су пробали торту повраћали, плакали и жудели за правом љубављу. Годину дана након тога, сва њена страст прешла је, такође преко јела, на њену другу сестру, Хертрудис. Та страст навела је Хертрудис да оде од куће са генералом за кога се касније и удаје.
Росаура рађа малог дечака кога једино Тита може да чува. Мама Елена шаље Росауру и Педра од куће јер сумња у Титине намере са Педром. Беба умире и Тита за то криви своју мајку. Тита то тешко подноси и мама Елена зове доктора Брауна да је одведе у лудницу. Он не одводи Титу у лудницу, већ је води својој кући где је лечи и брине о њој. Након њеног опоравка, њих двоје ступају у везу и планирају венчање.
У међувремену, мама Елену убијају. Поводом сахране, Педро и Росаура долазе кући.
Росаура рађа још једно дете, малу Есперансу. Убрзо након тога, доктор Браун мора да отпутује и Тита и Педро користе прилику да воде љубав и да смире своје узбуктале страсти. Дух мама Елене уходи Титу и убеђује је да носи Педрово дете. Те ноћи, Хертрудис долази кући као генерал са својим мужем. Помаже Тити да отера духа и помаже јој да утврди да је трудноћа заправо лажна. Доктор Браун се враћа и Тита му признаје да је спавала са другим мушкарцем. Он јој дозвољава да оконча њихову веридбу.
Пролази двадесет година, Росаура умире услед болести. Педро признаје Тити да је још увек воли и жели да се ожени њоме. Тита и Педро затим воде љубав, али Педро умире услед врхунца. Тита почиње да гута шибице и спали цео ранч.
Есперансина ћерка, која је добила име по својој тетки Тити, долази на ранч, налази теткин стари кувар у коме су рецепти и у коме је записана прича о забрањеној љубави између Тите и Педра.

## Главне улоге
- Луми Кавасос (Lumi Cavazos) - Тита де ла Гарса
- Марко Леонарди (Marco Leonardi) - Педро Мускис
- Рехина Торне (Regina Torné) - Елена де ла Гарса (мама Елена)
- Јарели Аризменди (Yareli Arizmendi) - Росаура де ла Гарса
- Клаудет Маиље (Claudette Maillé) - Хертрудис де ла Гарса
- Ада Караско (Ada Carrasco) - Нача
- Пилар Аранда (Pilar Aranda) - Ченча
- Марио Иван Мартинес (Mario Iván Martínez) - Џон Браун
- Андреас Гарсија (Andrés García Jr.) - Алекс Браун
- Родолфо Ариас (Rodolfo Arias) - Хуан Алехандрес
- Сандра Арау (Sandra Arau) - Есперанса Мускис[3]